# Zenon Szczepankowski
Zenon Szczepankowski (ur. 16 września 1958 w miejscowości Rutki) – polski fizyk i samorządowiec, w latach 1999–2018 starosta powiatu przasnyskiego. 

## Życiorys
Ukończył studia na Wydziale Budownictwa Lądowego w Akademii Rolniczo-Technicznej w Olsztynie, na Wydziale Fizyki Uniwersytetu Warszawskiego, na Wydziale Architektury Politechniki Warszawskiej oraz podyplomowe studia pedagogiczne z nauczania fizyki i astronomii w Warszawie. Nauczyciel fizyki i przedmiotów budowlanych w liceum, wykładowca akademicki.
Działacz Polskiego Stronnictwa Ludowego. Od 1998 w każdych kolejnych wyborach samorządowych uzyskiwał mandat radnego powiatu przasnyskiego, od 1999 do 2018 pełnił funkcję starosty powiatu. W 2004 bez powodzenia kandydował do Parlamentu Europejskiego, a w 2007 i 2019 do Sejmu.
W 2019 wydał książkę Motywacje w zarządzaniu publicznym.

## Odznaczenia i nagrody
Na wniosek wojewody mazowieckiego 30 października 2005 prezydent Rzeczypospolitej Polskiej nadał Zenonowi Szczepankowskiemu Srebrny Krzyż Zasługi za osiągnięcia w pracy zawodowej oraz na polu działalności społecznej, w 2009 otrzymał Złoty Krzyż Zasługi. W 2008 otrzymał medal „Pro Masovia”. W 2015 został odznaczony Odznaką Honorową za Zasługi dla Samorządu Terytorialnego. W 2013 odznaczony Złotą Odznaką „Zasłużony dla Ochrony Przeciwpożarowej”. W 2002 otrzymał statuetkę Przaśnika.